# سیارک ۹۰۴۶۳
سیارک ۹۰۴۶۳ (به انگلیسی: 90463 Johnrichard، نامگذاری:2004CS39) نود هزار و چهارصد و شصت و سومین سیارک کشف شده‌است که در ۱۴ فوریه ۲۰۰۴ کشف شد.